# Toxandriërs

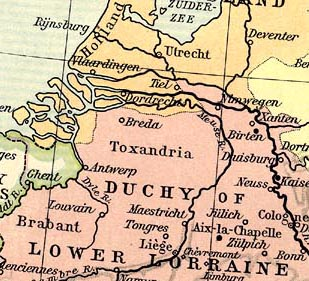
Toxandrië op een kaart van Centraal-Europa tijdens 919-1125

De Toxandriërs (of Texuandri) waren een West-Germaanse stam die zich in de eerste eeuwen na het begin van de jaartelling in het huidige Noord-Brabant (Nederland) en Antwerpen (België) hadden gevestigd. Het enige dat bekend is over deze stam is zijn locatie (kort beschreven door Plinius in zijn Naturalis Historia). Er wordt geopperd dat ze een restvolk zouden zijn van de voorheen aan de top grotendeels uitgeroeide Eburonen. Ook de door Julius Caesar vermelde Ambivarieten worden tot hun mogelijke voorouders gerekend.
In het midden van de vierde eeuw vestigden de Franken zich als foederati in Toxandrië. Het is niet duidelijk of de Toxandri werden verdreven of dat ze opgingen in het grote stamverband van de Franken. Het laatste lijkt eerder waarschijnlijk.
Alemannen · Ambivarieten · Ambronen · Ampsivaren · Angelen · Angrivariërs · Asdingen · Baemi · Bajuwaren · Bastarnen · Bataven · Bourgondiërs · Bructeren · Cananefaten · Chamaven · Chasuarii · Chatten · Chattuarii · Chauken · Cherusken · Cimbren · Cugerni · Dulgubnii · Fosi · Franken · Frisii · Gepiden · Goten · Harii · Helisiërs · Hermunduren · Herulen · Juten · Lakringen · Lemoviërs · Longobarden · Lugiërs · Manimiërs · Marcomannen · Marobudui · Marsi · Mattiakken · Naharvalen · Nemeten · Nerviërs · Ostrogoten · Quaden · Rugiërs · Saksen · Semnonen · Silingen · Sitones · Skiren · Sueben · Sugambren · Suiones · Tencteren · Teutonen · Toxandriërs · Triboken · Tubanten · Tudri · Tungri · Ubiërs · Usipeten · Vandalen · Vangionen · Visigoten · Volcae · Warnen
Germani cisrhenani:
Caerosi · Condrusi · Eburonen · Paemani · Segni
Stamverenigingen:
Herminones · Ingvaeones · Istvaeones